# Euphorbia gymnocalycioides
Euphorbia gymnocalycioides es una especie fanerógama perteneciente a la familia de las euforbiáceas. Es endémica de Etiopía.

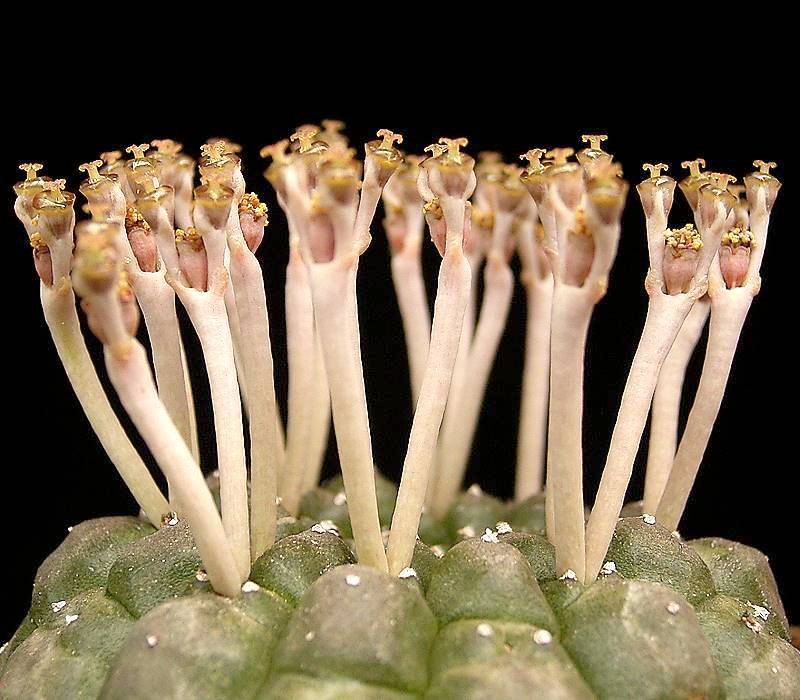
Detalle de las flores en forma de ciatos

## Descripción
Planta perenne suculenta,  con raíz de 10 cm o más x 1,5 cm y en el ápice con raíces delgadas que se extienden horizalmente; el tallo reducido a un cuerpo subesférico globoso de  ± 6 x 6 cm, con 18 ángulos bien marcados, dispuestos horizontalmente.

## Ecología
Se encuentra en áreas abiertas con Commiphora-Kirkia-Acacia en matorrales o bosques en suelos sombreados de piedra caliza; casi todos los especímenes aparecen creciendo bajo arbustos bajos, la mayoría de Acanthaceae, especialmente en especies de Barleria; a una altitud de ± 1350 metros.
Se encuentra cercano a Euphorbia turbiniformis y Euphorbia columnaris. La planta parece un cactus como Gymnocalycium de Sudamérica.

## Taxonomía
Euphorbia gymnocalycioides fue descrita por M.G.Gilbert & S.Carter y publicado en Bradleya; Yearbook of the British Cactus and Succulent Society 2: 9. 1984.
Etimología
Euphorbia: nombre genérico que deriva del médico griego del rey Juba II de Mauritania (52 a 50 a. C. - 23), Euphorbus, en su honor – o en alusión a su gran vientre –  ya que usaba médicamente Euphorbia resinifera. En 1753 Carlos Linneo asignó el nombre a todo el género.
gymnocalycioides: epíteto latino que significa "muy parecido a Gymnocalycium".